# Saint-Pierre-des-Loges
Saint-Pierre-des-Loges is een gemeente in het Franse departement Orne (regio Normandië) en telt 135 inwoners (1999). De plaats maakt deel uit van het arrondissement Mortagne-au-Perche.

## Geografie
De oppervlakte van Saint-Pierre-des-Loges bedraagt 9,9 km², de bevolkingsdichtheid is 13,6 inwoners per km².
De onderstaande kaart toont de ligging van Saint-Pierre-des-Loges met de belangrijkste infrastructuur en aangrenzende gemeenten.

## Demografie
Onderstaande figuur toont het verloop van het inwonertal (bron: INSEE-tellingen).